# Gymnodoris nigricolor
Gymnodoris nigricolor is een slakkensoort uit de familie van de Polyceridae. De wetenschappelijke naam van de soort is voor het eerst geldig gepubliceerd in 1960 door Baba.